# 프랭크 니티
프랭크 니티(Frank Nitti, 1886년 1월 27일 ~ 1943년 3월 19일)는 시칠리아 태생으로 미국 시카고의 갱스터이다. 알 카포네 조직 시카고 아웃핏의 간부 파코네의 후계자이다. 2살 반 때 미국으로 건너 간다. 귀화 수속을 하는 것은 20년 후인 1921년 3월 9일이였다. 제 1차 세계 대전 후 뉴욕으로 이주하고, 이후 시카고로 이주하여 이발사가 된다. 이후 조니 토리오를 알게되어 시카고 아웃핏에 들어간다. 1930년 3월 23일에 탈세 혐의로 기소된다. 10월에 FBI 수사관들에 의해 체포된다. 그 때 인디애나 미시간 시티 교외에서 벨몬트라는 가명을 사용하여 아파트에서 아내와 조용히 살고 있었다. 1931년 1월에 리븐 워스 연방 교도소에 복역됐다. 알 카포네가 감옥에 복역 할 때 카포네 일당을 지휘하고 있었다. 니티는 1943년 3월 19일에 시카고의 집 부근에서 권총으로 자신의 머리를 쏘고 자살했다.